# Орлович, Фата
Фата Орлович (босн. Fata Orlović; родилась 6 августа 1942 года) — боснийка, получившая известность своей борьбой в виде судебной тяжбы с властями Республики Сербской, энтитета в составе Боснии и Герцеговины, с тех пор, как она вернулась в свой дом в боснийской деревне Коневич Поле близ Братунаца в 2000 году, через пять лет после окончания Боснийской войны. 
Эти годы она жила в качестве беженки и вдовы, после чего вернулась на родину и обнаружила, что на месте её участка была построена сербская православная церковь. Она ведёт борьбe в рамках правового поля за то, чтобы эта незаконная церковь была удалена с её земли.

## Жизнь до и во время войны
Фата Орлович родилась в мусульманской семье Шабана и Златки Хусейновичей в селе Хрнчичи в окрестностях Братунаца, в восточной Боснии и Герцеговине. Источники расходятся в данных года её рождения (между 1940 и 1943 годами), хотя в интервью 2013 года она сказала, что ей 71 год. Фата вышла замуж за Шачира Орловича, от которого у неё было семеро детей, включая четырёх дочерей: Фатиму, Златку, Хурию и Сению, и троих сыновей: Шабана, Хасана и Эюба.
До войны семья Фаты владела четырьмя домами и четырьмя конюшнями. Наряду со многими другими боснийцами, живущими в горных деревнях Подринья, она стала жертвой этнических чисток, проводимых сербскими военизированными формированиями. Её муж Шачир и 22-28 других членов семьи были убиты, а она и её семеро детей стали беженцами.

## Возвращение в Коневич Поле и борьба
Вернувшись в 2000 году в Коневич Поле она обнаружила, что её дом был полностью разрушен сербами, а на её земле была возведена сербская православная церковь. Постройка появилась летом 1996 года, после окончании войны.
Она подала судебный иск, который вынес решение в её пользу, предписав снести церковь. Её адвокат советовал ей предъявить также обвинения и в жестоком обращении, травмах и угрозах смерти, которые она получила, но Фата предпочла подать пример своим оппонентам, простив им их поступки. Она советовала враждебным ей сербам стать «хорошими людьми», отмечая, что все люди смертны и «лучше умереть хорошим человеком, чем плохим». Её борьба была поддержана многими журналистами, помогавшими распространять новости о ней.
В 2007 году правительство Республики Сербской согласилось финансировать перемещение церкви. Канцелярия Высокого представителя ООН приветствовала это соглашение как знак уважения права Фаты Орлович на частную собственность. Церковь опустела и ожидала переезда, её демонтаж и перемещение в другое место обошлось бы в тысячи долларов. Однако сербские власти не стали торопиться исполнять собственное судебное решение.

## Признание
Посольство США в Боснии и Герцеговине выдвинуло кандидатуру Фаты Орлович на международную награду «За женскую отвагу», присуждаемую храбрым женщинам, которые борются за свои права ненасильственным путём. Она была выбран «человеком 2007 года» по версиям боснийских газет «Dnevni avaz» и «Preporod».

## Документальный фильм
В ноябре 2012 году Фата Орлович стала героиней документального фильма телеканала «Al Jazeera Balkans» Дом, который Фата не строила.